# Igłówka (Litwa)
Igłówka (lit. Igliauka, dawniej Ygliais) – miasteczko na Litwie, w okręgu mariampolskim, w rejonie mariampolskim, na jego wschodniej granicy z okręgiem kowieńskim, nad jeziorem Ygla, ok. 21 km na wschód od Mariampola. W 2021 roku liczyła 774 mieszkańców.

## Historia
Miejscowość istniała już w XVIII wieku, w 1783 wzniesiono drewniany kościół, a w  1884 wzniesiono świątynię murowaną. W połowie XIX wieku w Igłówce funkcjonował klasztor marianów, zamknięty przez władze rosyjskie w 1864 roku. W 1905 miały miejsce demonstracje antycarskie. Podczas I wojny światowej zniszczeniu uległa wieża kościoła oraz budynek dawnego klasztoru.

## Liczba ludności
Źródło: